# بطولة أمم أوروبا 2012 (لعبة فيديو)
بطولة أمم أوروبا 2012 (بالإنجليزية: UEFA Euro 2012)‏، هي لعبة الفيديو الرسمية لمسابقة بطولة أمم أوروبا 2012. تتضمن اللعبة جميع منتخبات أوروبا الـ53 على الرغم من أن 24 فريق منهم غير مرخصين، إضافة إلى المستضيفة أوكرانيا. تحتوي اللعبة على الملاعب الثمانية التي تحتضن النهائيات الأوروبية. أصدرت اللعبة يوم 24 أبريل 2012.

## الفرق
ملاحظة: الفرق التي المكتوبة بالمائل هي فرق غير مرخصة'

### المتأهلين للنهائيات
| - كرواتيا - جمهورية التشيك - الدنمارك - إنجلترا - فرنسا - ألمانيا - اليونان - إيطاليا | - هولندا - بولندا (مستضيف) - البرتغال - جمهورية أيرلندا - روسيا - إسبانيا - السويد - أوكرانيا (مستضيف) |

### منتخبات أوروبا المتبقية
| - ألبانيا - أندورا - أرمينيا - النمسا - أذربيجان - بيلاروس - بلجيكا - البوسنة والهرسك - بلغاريا - قبرص - إستونيا - جزر فارو - فنلندا - مقدونيا - جورجيا - المجر - آيسلندا - إسرائيل - كازاخستان | - لاتفيا - ليختنشتاين - ليتوانيا - لوكسمبورغ - مالطا - مولدوفا - الجبل الأسود - أيرلندا الشمالية - النرويج - رومانيا - سان مارينو - إسكتلندا - صربيا - سلوفاكيا - سلوفينيا - سويسرا - تركيا |